# Нуклеоплазма

Ядро клітини людини

Нуклеоплазма, або каріоплазма, або ядерний сік, - один з типів протоплазми, що міститься в клітинному ядрі і обмежений ядерною мембраною . Нуклеоплазма є дуже в'язкою рідиною (колоїдний розчин білків), що оточує хроматин і ядерце. У нуклеоплазмі розчинені багато речовин, наприклад, нуклеотиди, необхідні для реплікації ДНК, і ферменти, що здійснюють різні ядерні процеси (наприклад, реплікацію та репарацію ДНК, а також транскрипцію).
Рідка складова нуклеоплазми називається ядерною гіалоплазмою .